# Sony Pictures Animation
Sony Pictures Animation, é uma empresa de produção cinematográfica de propriedade da Sony Pictures Entertainment, fundada em maio de 2002.
O primeiro filme produzido pela Sony Pictures Animation, O Bicho vai Pegar, foi lançado em 29 de setembro de 2006. Seu último lançamento foi Homem-Aranha: Através do Aranhaverso, em 1 de junho de 2023.

## História
Em 2001, a Sony Pictures considerou vender sua instalação de efeitos visuais Sony Pictures Imageworks. Depois de não encontrar um comprador adequado, impressionada com as seqüências CGI de Stuart Little 2 e vendo os sucessos de bilheteria de Shrek, da DreamWorks Animation, e de Monsters, Inc. da Pixar, a SPI foi reconfigurada para se tornar um estúdio de animação. O Astro Boy, que estava em desenvolvimento na Sony desde 1997 como um filme em live-action, foi escolhido para ser o primeiro filme totalmente CGI da SPI, mas nunca chegou a ser concretizado.
Em 9 de maio de 2002, a Sony Pictures Animation foi criada para desenvolver personagens, histórias e filmes, com a SPI assumindo a produção digital, mantendo sua produção de efeitos visuais. Enquanto isso, a SPI produziu dois curtas: o vencedor do Oscar The ChubbChubbs! e Early Bloomer, como resultado de testar seus pontos fortes e fracos na produção de animação totalmente em CG.
Em seu primeiro aniversário, em 9 de maio de 2003, a Sony Pictures Animation anunciou uma série completa de projetos em desenvolvimento: O Bicho Vai Pegar, uma adaptação de uma balada folclórica celta Tam Lin, Tá Chovendo Hamburguer, Tá Dando Onda e uma versão cinematográfica de The ChubbChubbs!.
Seu primeiro longa-metragem foi O Bicho Vai Pegar, lançado em setembro de 2006, que se tornou o segundo filme de entretenimento doméstico da Sony com maior bilheteria em 2007 e gerou três sequências diretas para DVD. Seu segundo longa-metragem, Tá Dando Onda, foi lançado em junho de 2007, foi indicado ao Oscar de Melhor Filme de Animação e ganhou dois Annie Awards. O primeiro filme em 3D do SPA desde o lançamento do IMAX 3D de O Bicho Vai Pegar, Tá Chovendo Hambúrger, foi lançado em setembro de 2009 e foi indicado a quatro Annie Awards, incluindo Melhor Animação. Os Smurfs (2011) foi o primeiro híbrido CGI / live-action do estúdio. A empresa-mãe da SPA, a Sony Pictures, fez uma parceria em 2007 com a Aardman Animations para financiar, co-produzir e distribuir filmes. Juntos, eles produziram dois filmes: Operação Presente (2011) e Piratas Pirados (2012), que foi o primeiro filme de stop motion de SPA. Em setembro de 2012, a SPA lançou Hotel Transilvânia, que arrecadou mais de US $ 350 milhões em todo o mundo e lançou uma franquia de sucesso com duas sequências e uma série de TV. Duas sequências foram lançadas em 2013: Os Smurfs 2 e Tá Chovendo Hambúrger 2. Os lançamentos mais recentes do SPA são Homem-Aranha no Aranhaverso, um filme de super-herói baseado nos quadrinhos do Homem-Aranha, Angry Birds 2 - O Filme, uma sequência do filme de 2016, Angry Birds - O Filme produzido pela Rovio Animation e A Família Mitchell e a Revolta das Máquinas, um filme de apocalipse robótico escrito e dirigido por Michael Rianda e Jeff Rowe, e produzido pelos colaboradores de longa data Phil Lord e Christopher Miller. Desde então, o SPA assinou com Genndy Tartakovsky um contrato de longo prazo com o estúdio para desenvolver e dirigir filmes originais.
O estúdio está trabalhando em projetos como o filme musical de Lin-Manuel Miranda, A Jornada de Vivo, Hotel Transilvânia: Transformonstrão (2021), e Spider-Man: Into the Spider-Verse 2 (2022). Há muitos outros projetos em desenvolvimento, incluindo um filme de animação spin-off de Ghostbusters, dois projetos de Genndy Tartakovsky: uma comédia para adultos intitulada Fixed, e Black Knight, Bubble, uma co-produção com Point Gray Pictures e baseado no podcast de mesmo nome, Tao, um filme de aventura e ficção científica ambientado na China, dirigido pela artista de storyboard de The Lego Movie 2, Emily Dean, e Tut, um filme afro-futurista ambientado no antigo Egito e dirigido pelo criador de Hair Love, Matthew A. Cherry. Em junho de 2019, a Sony Pictures Animation anunciou que havia lançado uma divisão "Internacional" liderada por Aron Warner no Annecy International Animated Film Festival 2019, com Wish Dragon definido para ser o primeiro filme da divisão. No mesmo dia, eles também anunciaram uma divisão "Alternativa" destinada à produção de conteúdo para adultos, liderada por Katie Baron e Kevin Noel. Além dos filmes de Tartakovsky, Fixed e Black Knight, programas de TV da divisão estão definidas para incluir The Boondocks, um reboot da série de televisão original que originalmente foi ao ar no Adult Swim durante 2005 e 2014; Superbago, uma coprodução com Stoopid Buddy Sgetherios que originalmente recebeu sinal verde como um longa-metragem; e Hungry Ghosts, uma série baseada em Dark Horse, de Anthony Bourdain e Joel Rose. Eles haviam anunciado anteriormente seus planos de produzir conteúdo adulto no festival de Annecy 2017.

## Filmografia
| Cor      | Categoria              |
| -------- | ---------------------- |
| Amarelo  | Filmes de animação     |
| Vermelho | Filmes em live-action  |
| Azul     | Filmes lançados em DVD |

| #  | Título                                      | Data de lançamento      | Orçamento     | Bruto         | RT  |
| -- | ------------------------------------------- | ----------------------- | ------------- | ------------- | --- |
| 1  | O Bicho vai Pegar                           | 29 de setembro de 2006  | $85,000,000   | $197,309,027  | 48% |
| 2  | Tá Dando Onda                               | 8 de junho de 2007      | $100,000,000  | $149,044,513  | 78% |
| 3  | O Bicho Vai Pegar 2                         | 29 de janeiro de 2009   | $8,716,950    | —             | —   |
| 4  | Tá Chovendo Hambúrguer                      | 18 de setembro de 2009  | $100,000,000  | $243,006,126  | 86% |
| 5  | O Bicho Vai Pegar 3                         | 25 de janeiro de 2010   | $7,400,000    | —             | —   |
| 6  | Os Smurfs                                   | 29 de julho de 2011     | $110,000,000  | $563,749,323  | 23% |
| 7  | Operação Presente                           | 23 de novembro de 2011  | $100,000,000  | $147,419,472  | 91% |
| 8  | Piratas Pirados                             | 27 de abril de 2012     | $55,000,000   | $121,637,375  | 86% |
| 9  | Hotel Transilvânia                          | 28 de setembro de 2012  | $85,000,000   | $378,375,603  | 43% |
| 10 | Os Smurfs 2                                 | 31 de julho de 2013     | $105,000,000  | $347,545,360  | 14% |
| 11 | Tá Chovendo Hambúrguer 2                    | 27 de setembro de 2013  | $78,000,000   | $272,854,627  | 70% |
| 12 | Hotel Transilvânia 2                        | 25 de setembro de 2015  | $80,000,000   | $456,207,209  | 52% |
| 13 | Goosebumps: Monstros e Arrepios             | 16 de outubro de 2015   | $58,000,000   | $118,311,388  | 74% |
| 14 | O Bicho vai Pegar 4                         | 8 de março de 2016      | $5,500,000    | —             | —   |
| 15 | Tá Dando Onda 2                             | 17 de Janeiro de 2017   | $60,000,000   | —             | —   |
| 16 | Os Smurfs e a Vila Perdida                  | 7 de abril de 2017      | $50,000,000   | $200,405,914  | 40% |
| 17 | Emoji: O Filme                              | 28 de junho de 2017     | $50,000,000   | $217,273,584  | 7%  |
| 18 | A Estrela de Belém                          | 10 de novembro de 2017  | $50,000,000   | $299,099,250  | 62% |
| 19 | Pedro Coelho                                | 22 de fevereiro de 2018 | $50,000,000   | $351,496,066  | 60% |
| 20 | Hotel Transilvânia 3                        | 17 de junho de 2018     | $80,000,000   | $528.583.774  | 62% |
| 21 | Goosebumps 2: Haunted Halloween             | 12 de outubro de 2018   | $35,000,000   | $93,300,000   | 48% |
| 22 | Homem-Aranha no Aranhaverso                 | 14 de dezembro de 2018  | $90,000,000   | $375,500,000  | 97% |
| 23 | Angry Birds 2                               | 13 de setembro de 2019  | $65,000,000   | $154,000,000  | 73% |
| 24 | A Família Mitchell e a Revolta das Máquinas | 30 de abril de 2021     | $75,000,000   | —             | 97% |
| 25 | Din e o Dragão Genial                       | 11 de junho de 2021     | —             | $25,860,000   | 65% |
| 26 | A Jornada de Vivo                           | 6 de agosto de 2021     | —             | —             | 87% |
| 27 | Hotel Transilvânia: Transformonstrão        | 14 de janeiro de 2022   | —             | —             | —   |
| 28 | Homem-Aranha: Através do Aranhaverso        | 2 de junho de 2023      | $ 100,000,000 | $ 690,500,000 | 95% |

### Próximo filmes
| #  | Título                             | Data de lançamento | Ref(s) |
| -- | ---------------------------------- | ------------------ | ------ |
| 29 | Fixed (filme)                      | TBA                |        |
| 30 | Spiderman: Beyond the Spider-Verse | TBA                |        |

### Curtas-metragens
| #  | Título                             | Data de lançamento    |
| -- | ---------------------------------- | --------------------- |
| 1  | The ChubbChubbs!                   | 7 de março de 2002    |
| 2  | Early Bloomer                      | 9 de maio de 2003     |
| 3  | Boog and Elliot's Midnight Bun Run | 30 de janeiro de 2007 |
| 4  | The ChubbChubbs Save Xmas          | 8 de agosto de 2007   |
| 5  | Os Smurfs: Um Conto de Natal       | 2 de dezembro de 2011 |
| 6  | So You Want to Be a Pirate!        | 28 de agosto de 2012  |
| 7  | Goodnight, Mr. Foot                | 26 de outubro de 2012 |
| 8  | Hair Love                          | 14 de agosto de 2019  |
| 9  | Late for School                    | 29 de maio de 2020    |
| 10 | Vampire Love with Destiny          | 31 de julho de 2020   |